# Godori
Godori is een kaartspel met een hoog gokelement. Het spel wordt gespeeld met Hanafuda-kaarten, hoofdzakelijk door twee spelers en het spel is zeer populair in Korea. In het westen beter bekend als Go-Stop.

## Spelregels
De kaarten worden na het schudden uitgedeeld. 
Bij 2 spelers krijgt iedere speler 10 kaarten en liggen er 8 open op tafel.
(aantal spelers X aantal kaarten per speler X 2)+ aantal kaarten open op tafel = 48
De rest gaat gesloten op een deck. Nadat er bepaald is wie er mag beginnen (bij een volgend potje mag de winnaar weer beginnen), moet diegene een kaart spelen uit zijn hand. Ligt er een kaart op tafel van dezelfde maand, dan wordt de gespeelde kaart erop gelegd en op die manier "gepaard"
Vervolgens wordt er een kaart van het deck gepakt en gespeeld. Ligt er een kaart op tafel van dezelfde maand dan wordt deze ook erop gelegd en op die manier "gepaard"
Is de kaart die van het deck komt de derde kaart van die maand, dan legt men die er bij zodat er drie kaarten op elkaar liggen. Dit heet een "Sulssa" en deze mag niet verzameld worden. De dubbele/gepaarde kaarten worden verzameld en leveren punten op. En de beurt gaat verder. 
De verzamelde kaarten worden in vier groepen verdeeld. Kwang, Yul, Ti, Pi.

### Kwang
Vijf van de 48 kaarten zijn Kwang kaarten, soms herkenbaar met een rode stip. Namelijk 1ste kaart van januari, maart, augustus, november en december.
O-Kwang, 5 Kwang = 15 punten en verdubbeling vd score (zie score en verdubbeling vd score)
Sa-Kwang, 4 Kwang =  4 punten 
Sam-Kwang, 3 Kwang =  zonder de "regen kwang" (man met paraplu, december) 3 punten / met de "regen kwang" 2 punten
Soms wordt voor 4 Kwang zonder de regen kwang 5 punten gerekend. Je combinatie is dan "droog" en is dus 1 punt extra.

### Yul
Negen van de 48 kaarten zijn Yul kaarten, herkenbaar aan een dier of object (2st)
Godori staat voor "5 vogels" en bestaat uit de drie Yul kaarten: 
- nachtegaal (februari)
- koekkoek (april)
- een troep ganzen (augustus).

Drie ganzen, nachtegaal en een koekkoek zijn de vijf vogels. De vierde "vogel"kaart, de zwaluw (december) hoort hier niet in thuis.
Godori = 5 punten
5 Yul = 1 punt
6 Yul = 2 punten
7 Yul = 3 punten en verdubbeling van de score (zie: score en verdubbeling vd score)
8 Yul = 4 punten 
9 Yul = 5 punten
- De object kaarten kunnen tellen als Yul of "dubbel Pi" niet allebei.

De crysant/sakékopje (september) tijdens het spelen tot aan de eerste "Go". De iris/bruggetje (mei) wordt van tevoren afgesproken.

### Ti
10 kaarten hebben een lint. 3 blauwe, 3 rode met een "gedicht" en 4 rode zonder tekst.
Chung-Dan, 3 blauwe linten = 3 punten
Hong-Dan,  3 rode linten met "gedicht" = 3 punten
Cho-Dan,   3 rode linte zonder tekst = 3 punten (let op, de "regen" lint (december) telt niet mee)
5 Ti = 1 punt
6 Ti = 2 punten, enz.
Heb je 5 linten waarvan 3 blauw is dus 4 punten. (3pt voor 3 blauwe linten en 1pt voor 5 Ti)

### Pi
De rest van de kaarten zijn "gewone" Pi kaarten (24 stukst). Twee hier van, november en december zijn rood/geel. Deze zijn "dubbel Pi"
10 Pi = 1 punt
11 Pi = 2 punten, enz.
- Er zijn gebeurtenissen waarbij mede spelers een Pi kaart moet afstaan:

Ppuk = Inpikken van een "Sulssa" met de vierde kaart (gemaakt door een ander) = 1pi
Eigen Ppuk = Inpikken van een "Sulssa" die je zelf gemaakt heb. = 1pi extra (2 in totaal)
Sseul = De tafel schoonmaken. 
Ttadak = Je pakt alle "matching" kaarten van dezelfde maand
Chok = Als de kaart van het deck overeenkomt met de kaart die je net neergelegt hebt.
Joker = Zodra je een joker verzameld.
- maar als ik geen Pi kaart nog heb? Dat is dan mooi!
- maar ik heb alleen een dubbel Pi kaart! Dat is dan niet zo mooi, je moet die dan afgeven.
- maar als ik alleen een joker met 2pi of zelfs 3pi heb? Jammer maar ook die zal je moeten afstaan!

Let wel, het gaat hier om alleen de verzamelde Pi kaarten! De Pi kaarten die je nog in de hand heb, hoeft je niet af te geven.

### Jokers
Soms doen er ook nog jokers mee in het spel. Kaarten die het gokelement nog meer verhogen. Er is een hele scala van verschillende jokers maar het is niet gebruikelijk om meer dan twee te gebruiken. De meest gebruikte jokers zijn toch de "2pi" en de "3pi". 
Als deze joker gespeeld worden moet een vervangende kaart van het deck getrokken worden (dit telt niet als een beurt). Als er al een joker op tafel ligt in het begin van het spel mag de speler die aan de beurt deze joker hebben.
Als er een joker tussen een "Sulssa" komt, moet deze op tafel blijven. 
Dat gebeurt als volgt; Je speelt een kaart en een kaart van dezelfde maand ligt op tafel. Je paart ze en pakt/speelt de kaart van het deck. Een joker! deze moet op de net gepaarde kaarten. Dan speel je de vervangende kaart van het deck. Oei!,.. de derde kaart van deze maand. Ook die moet er bij voor de "Sulssa" en mogen dus (incl. de joker) niet verzameld worden.
De gene die deze kaarten pakt met de vierde kaart kan hiermee wel drie extra pi kaarten mee verdienen!
- Ppuk, Inpikken van de Sulssa
- Inpikken van de joker
- Eigen Ppuk, Inpikken van je eigengemaakte Sulssa

Een aantal Jokers op een rijtje:
- Boss pi, Telt niet zelf als pi maar alle spelers moeten een pi afstaan.
- 1pi, telt zelf als een pi.
- 2pi, telt zelf als twee pi.
- 3pi, telt zelf als drie pi.
- Dubbele score, Bij de eindtelling een verdubbeling van je score.
- Kwang kaart, Telt zelf niet als kwang maar deze joker kan je beschermen tegen Kwang-bak.
- 7pi, telt als 7 pi! (wordt zelden gebruikt.)

## Go or Stop
Bij 7 punten moet een speler besluiten om te stoppen (Stop) of nog door gaan (Go) voor meer punten. Maar als een andere speler genoeg punten heeft en stopt heeft de eerste speler verloren. Dus weeg je beslissing goed af. Als je bij 7 punten "Go" hebt gezegd dan mag je pas stoppen bij 8 punten (of weer door gaan, "Go")
1Go = 1 punt
2Go = 2 punten
3Go = 3 punten en 1 verdubbeling (2x de score)
4Go = 4 punten en 2 verdubbelingen (4x de score)
5Go = 5 punten en 3 verdubbelingen (8x de score)
enz.
(deze punten tellen pas nadat de speler gestopt heeft)

## Score en verdubbelingen van de score
- Pi-bak

Verliezer betaalt dubbel als hij minder dan 9 Pi kaarten heeft als de winnaar 10 Pi kaarten of meer heeft. 
- Kwang-bak

Verliezer betaalt dubbel als hij geen Kwang kaart heeft als de winnaar 3 Kwang kaarten of meer heeft.
- Yul-bak of Mong-tta-bak

Verliezer betaalt dubbel als de winnaar 7 of meer Yul kaarten heeft.
- Go-bak

Verliezer betaald dubbel als hij al eens eerder "go" heeft geroepen.
- Shake

Als een speler drie kaarten van dezelfde maand in zijn handen dan heet dit een Hendeum. Met zo'n Hendeum kan de speler kiezen voor een "Shake". De speler laat deze drie kaarten zien en krijgt daar een extra verdubbeling voor zodra die wint. Speel je met tien kaarten dan zijn er dus drie mogelijk.

## Aanvullende regels
- 1ste Sulssa

Als je sulssa maakt in de 1ste ronde, 10 punten van iedere speler.
- 2de Sulssa

Je maakt een 2de sulssa in de tweede ronde. 20 punten. (verdubbeling van 1st Sulssa)
- 3de Sulssa

Je maakt een 3de sulssa in de derde ronde. 40 punten (verdubbeling van 2de sulssa)
plus de punten van "drie sulssa's"
Bijvoorbeeld je spreekt af 10 punten de Sulssa. 1st=10, 2de=20, 3de=40+10, 80punten in totaal.
- Drie Sulssa's

Maakt je voor de derde keer Sulssa? (welke ronde maakt niet uit) Het spel stopt en je ontvangt 10 punten.
- Ppuk-hen (Bomb the table)

Ppuk en Hendeum (en Shake) in één slag. Speler heeft drie kaarten van dezelfde maand en de vierde ligt op tafel. Speler speelt in één slag deze drie kaarten op tafel. (Let op, hier na moet de speler twee beurten compenseren door geen kaarten uit z'n hand te spelen maar alleen van het deck) 1 verdubbeling van de score (Hendeum/Shake)en de tegenspeler(s) moet een pi-kaart afstaan (Ppuk).
- Nagari

Niemand heeft genoeg punten of de gene die "Go" heeft geroepen heeft geen punten erbij gekregen en de rest ook niet op genoeg punten gekomen. Het spel stopt in een "remise" en het volgende potje tellen de punten dubbel.
- Chong Tong

Je hebt alle vier kaarten van dezelfde maand in je hand. Telt als 10 punten en het spel stopt

## Meer dan twee spelers
Bij drie spelers gelden iets ander regels. Iedere speler krijgt 7 kaarten in plaats van 10 met 6 kaarten open op tafel. Men draait tegen de klok in en men mag stoppen bij 5 punten. Pi-Bak is vanaf 5pi.
Als er 10 punten betaald moet worden bij zoals Sulssa of Chong Tong, dan moet elke speler dat doen. Je ontvangt dus dubbel!
Bij vier spelers gelden dezelfde regels als bij 2. Alleen speelt men met een team genoot aan de andere kant en krijgt iedere speler 5 kaarten ivp 10.